# Alma errante

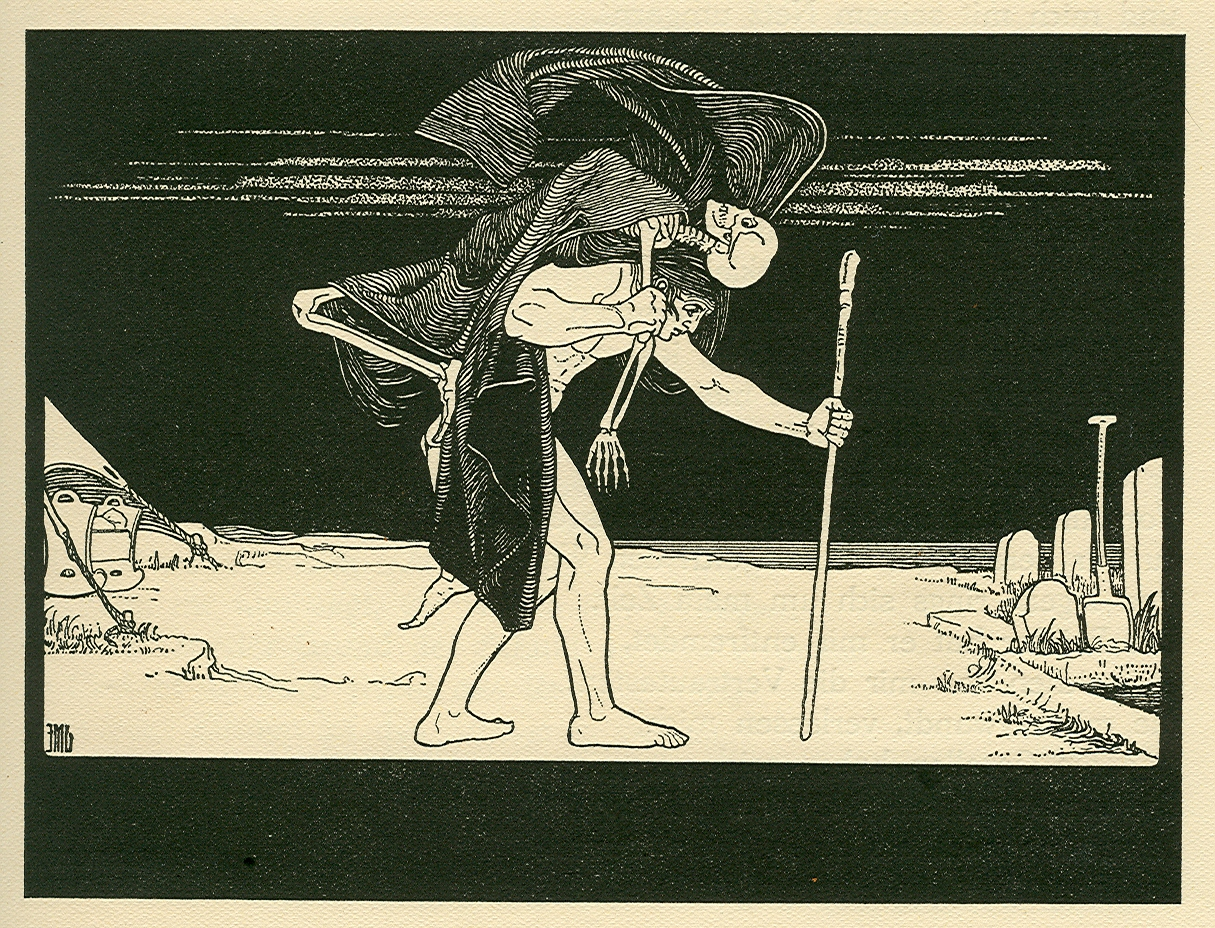
Dibujo del alma errante Dybbuk.

Un alma, espíritu, o ánima  errante es, según algunas tradiciones, folclores y mitologías, el fantasma de un hombre o mujer que voluntariamente han logrado no realizar el viaje para trascender al plano existencial después de la muerte, quedándose así en el mundo de los vivos; generalmente reducidos a una simple "sombra" espiritual. Este tipo de alma debe diferenciarse claramente de las almas en pena, las cuales permanecen involuntariamente en este plano.

## Causas de su destino errante
Las almas errantes presentarían diferentes motivos para permanecer voluntariamente en el mundo de los vivos. Principalmente se deberían a las siguientes causas:
- Bien porque simplemente así lo ha decidido;
- Por vergüenza o el miedo a lo que le espera al llegar al Infierno o al Purgatorio, o para evitar recibir una próxima reencarnación desdichada;
- Porque en su muerte no ha recibido honras funerarias, o no ha sido enterrado según el rito de su religión o nunca ha sido hallado su cuerpo (como ocurre en el caso de muchos marineros);
- Por haber dejado asuntos pendientes en vida antes de morir, los cuales no es capaz de dejar atrás.

## Tipos de almas errantes

### Almas errantes humanas
Este tipo de almas, debido a su muerte injusta o ceremonia de entierro indebido, o el miedo al juicio que pueden sufrir en el más allá, o por sus asuntos pendientes, son almas generalmente desesperadas, y que sufren el dolor de la abstinencia del deseo de llegar al más allá; al ir en contra voluntariamente del camino que debe surcar el alma fallecida.
Si posteriormente se arrepiente de haber rechazado la oportunidad de llegar al más allá, estás almas suelen ya no encontrar el camino que se les había presentado al morir, o generalmente serían castigadas no permitiéndoles la entrada al otro mundo; por lo cual se transforman en almas en pena al sufrir este destino, ahora de forma involuntaria.

### Almas residuales
Igual se puede considerar un espíritu errante o en pena, un alma residual compuesta por la energía y emociones residuales que en ocasiones dejaría un alma al morir (no siendo el alma del individuo propiamente tal); la cual permanente con los deseos y angustias que tuvo la persona en vida; razón por la cual llegaría a adquirir una forma fantasmal con una conciencia nula, parcial o total dependiendo de la fuerza de la energía que le dio origen.